# Паулет (вулкан)
Паулет — вулкан в Антарктиде. Находится восточнее Антарктического полуострова на одноимённом острове. Высота 353 метра. Шлаковый конус с кратером находится в южной части острова. Деятельность вулкана приходилась на недавнее время. Возможно вулкан был активен последнюю тысячу лет. Остаточное тепло держит остров в значительной степени свободным от льда в течение всего года. Предгорья вулкана являются временным местом обитания пингвинов — это видно по коричневым отложениям у подножия вулкана.